# المجلس الوطني الانتقالي (الجزائر)
المجلس الوطني الانتقالي هو برلمان انتقالي مؤلف من مجلس واحد أنشأه مؤتمر الإجماع الوطني الذي انعقد في 26 يناير 1994 لتسلم مهام المجلس الاستشاري الوطني و يحل محله.
تمارس الوظيفة التشريعية بأمر من ثلث الأعضاء بعد موافقة الحكومة. يتم تعريفه على أنه ضمان، ضمن إطار صلاحياته، احترام منصة الإجماع الوطنية.
مدة الانتقال محددة بـ 3 سنوات.
تنتهي ولاية المجلس الوطني الانتقالي بالانتخابات البرلمانية لعام 1997 .

## التركيبة
وتتكون من 192 عضوًا معينين من قبل الدولة أو تشكيلهم للانتماء والاستثمار بمرسوم. 30 مقعدًا محجوزة لممثلي هيئات الدولة.

## مواضيع ذات صلة
- الانتخابات التشريعية الجزائرية 1991
- المجلس الإستشاري الوطني
- المجلس الأعلى للأمن
- المجلس الأعلى للدولة

## وصلات خارجية
- الموقع الرسمي للمجلس الشعبي الوطني.